# Jurij Sawienko
Jurij Siergiejewicz Sawienko (ros. Юрий Сергеевич Саве́нко; ur. 1938 w Kijowie) – rosyjski lekarz psychiatra i obrońca praw człowieka, prezydent Niezależnego Stowarzyszenia Psychiatrycznego oraz redaktor naczelny Niezależnego Czasopisma Psychiatrycznego. Jest zwolennikiem psychiatrii fenomenologicznej  . W 1974 roku obronił rozprawę habilitacyjną pt. „Lękowe zespoły psychotyczne” (ros. Тревожные психотические синдромы), ale Najwyższa Komisja Atestacyjna Związku Radzieckiego odmówiła mu nadania stopnia doktora nauk ze względów ideologiczno-politycznych. Jednym z warunków nadania tego stopnia naukowego, według słów Sawienki, było członkostwo w KPZR. W 2013 roku otrzymał nagrodę Moskiewskiej Grupy Helsińskiej.